# Mark Williams (attore)
Mark Williams (Bromsgrove, 22 agosto 1959) è un attore, comico e sceneggiatore britannico.
È noto principalmente per aver interpretato Arthur Weasley nei film tratti dalla saga di Harry Potter e l'omonimo protagonista nella serie TV della BBC Padre Brown.

## Biografia
Dal pubblico britannico è conosciuto principalmente come uno dei protagonisti dello spettacolo comico della BBC The Fast Show. Come attore televisivo ha interpretato Olaf Petersen in Red Dwarf e Kirk in Carrie and Barry, il suocero di Amy Pond in Doctor Who, mentre ha conseguito notorietà internazionale interpretando il personaggio di Arthur Weasley, il padre di Ron, nella saga dei film di Harry Potter.
Nel 1996 interpreta il personaggio di Orazio nel film La carica dei 101 - Questa volta la magia è vera, che insieme a Gaspare (interpretato da Hugh Laurie) aveva il compito di rapire i cuccioli di dalmata per Crudelia De Mon. Ha interpretato il personaggio di Wabash nel film Shakespeare in Love (1998); ha avuto inoltre una parte nel film Stardust (2007) dove ha interpretato Billy (la capretta) in forma umana trasformata dalla strega Lamia. Ha presentato diverse serie di documentari televisivi: Industrial Revelations, Mark Williams on the Rails, Mark Williams' Big Bangs.
Dal 2013 è protagonista della serie TV della BBC Padre Brown (Father Brown), ispirata all'omonimo personaggio di G. K. Chesterton.

## Vita privata
Con la moglie Dianne ha avuto un figlio.

## Filmografia parziale

### Cinema
- La carica dei 101 - Questa volta la magia è vera (101 Dalmatians), regia di Stephen Herek (1996)
- I rubacchiotti (The Borrowers), regia di Peter Hewitt (1997)
- Shakespeare in Love, regia di John Madden (1998)
- Che fine ha fatto Harold Smith? (Whatever Happened to Harold Smith?), regia di Peter Hewitt (1999)
- High Heels and Low Lifes, regia di Mel Smith (2001)
- Harry Potter e la camera dei segreti (Harry Potter and the Chamber of Secrets), regia di Chris Columbus (2002)
- Agente Cody Banks 2 - Destinazione Londra (Agent Cody Banks 2: Destination London), regia di Kevin Allen (2004)
- Harry Potter e il prigioniero di Azkaban (Harry Potter and the Prisoner of Azkaban), regia di Alfonso Cuarón (2004)
- Harry Potter e il calice di fuoco (Harry Potter and the Goblet of Fire), regia di Mike Newell (2005)
- Harry Potter e l'Ordine della Fenice (Harry Potter and the Order of the Phoenix), regia di David Yates (2007)
- Stardust, regia di Matthew Vaughn (2007)
- Harry Potter e il principe mezzosangue (Harry Potter and the Half-Blood Prince), regia di David Yates (2009)
- Harry Potter e i Doni della Morte - Parte 1 (Harry Potter and the Deathly Hallows - Part 1), regia di David Yates (2010)
- Harry Potter e i Doni della Morte - Parte 2 (Harry Potter and the Deathly Hallows - Part 2), regia di David Yates (2011)
- Albert Nobbs, regia di Rodrigo García (2011)

### Televisione
- Tumbledown, regia di Richard Eyre - film TV (1988)
- Shackleton – miniserie TV, regia di Charles Sturridge (2002)
- L'ispettore Gently (Inspector George Gently) - serie TV, 1 episodio (2007)
- Ragione e sentimento (Sense and Sensibility), regia di John Alexander (2008) - miniserie TV
- Miss Marple (Agatha Christie's Marple) - serie TV, episodio 4x04 (2009)
- Merlin - serie TV, 1 episodio (2010)
- Doctor Who - serie TV, episodi 7x02, 7x04 (2012)
- Padre Brown (Father Brown) - serie TV (2013-in corso)
- L'ispettore Barnaby (Midsomer Murders) - serie TV, episodio 22x01 (2021)
- Harry Potter 20º anniversario - Ritorno a Hogwarts (Harry Potter 20th Anniversary: Return to Hogwarts), regia di Eran Creevy, Joe Pearlman, Giorgio Testi – film TV (2022)
- Le indagini di Sister Boniface (Sister Boniface Mysteries) – serie TV, episodio 1x04 (2022)

## Doppiatore
- I primitivi (Early Man), regia di Nick Park (2018)

## Doppiatori italiani
Nelle versioni in italiano delle opere in cui ha recitato, Mark Williams è stato doppiato da:
- Mino Caprio in Harry Potter e la camera dei segreti, Harry Potter e il prigioniero di Azkaban, Harry Potter e il calice di fuoco, Harry Potter e l'Ordine della Fenice, Harry Potter e il principe mezzosangue, Harry Potter e i Doni della Morte - Parte 1, Harry Potter 20º anniversario - Ritorno a Hogwarts
- Oliviero Dinelli in I rubacchiotti, High Heels and Low Lifes, Padre Brown, Le indagini di Sister Boniface
- Ambrogio Colombo in Albert Nobbs, Doctor Who
- Roberto Ciufoli in La carica dei 101 - Questa volta la magia è vera
- Roberto Stocchi in Shakespeare in Love

Da doppiatore è sostituito da:
- Greg ne I primitivi